# Sindrom sustavna upalnog odgovora
Sindrom sustavna upalnog odgovora (engl. systemic inflammatory response syndrome - SIRS) je sindrom koji podrazumijeva upalni odgovor cijelog tijela ("sustava") bez dokazanog izvora infekcije. 

## Definicija
Kriterij za dijagnozu SIRSa su dogovoreni 1992.g. Moraju biti prisutna dva ili više od sljedećih:
- Tahikardija, broj otkucaja srca veći od 90 u minuti
- Tjelesna temperatura, manja od 36°C ili veća od 38°C
- Tahipneja, broj udisaja veći od 20 u minuti ili parcijalni tlak ugljik dioksida u krvi manji od 4.3 kPa (32 mm Hg)
- Broj bijelih krvnih stanica manji od 4000 stanica u 1 mm³ ili veći od 12000 stanica u 1 mm³; ili prisutnost više od 10% nezrelih neutrofilnih stanica (podvrsta leukocita)

## Razlika između SIRSa i sepse
SIRS i prisutnost infekcije naziva se sepsa (infekcija je dokazana ili se sumnja da postoji).
- Pojednostavljeno: SIRS + infekcija = sepsa

## Uzroci SIRSa
SIRS mogu uzrokovati različita stanja, kao što su npr.:
- teška trauma
- kirurški zahvati ili njihove komplikacije
- Adrenalna insuficijencija
- Plućna embolija
- Komplicirana aneurizma aorte
- Infarkt miokarda
- Hemoragija
- Srčana tamponada
- Anafilaksija
- Opekline
- Akutni pankreatitis
- Imunodeficijencija